# Media in Vlaanderen

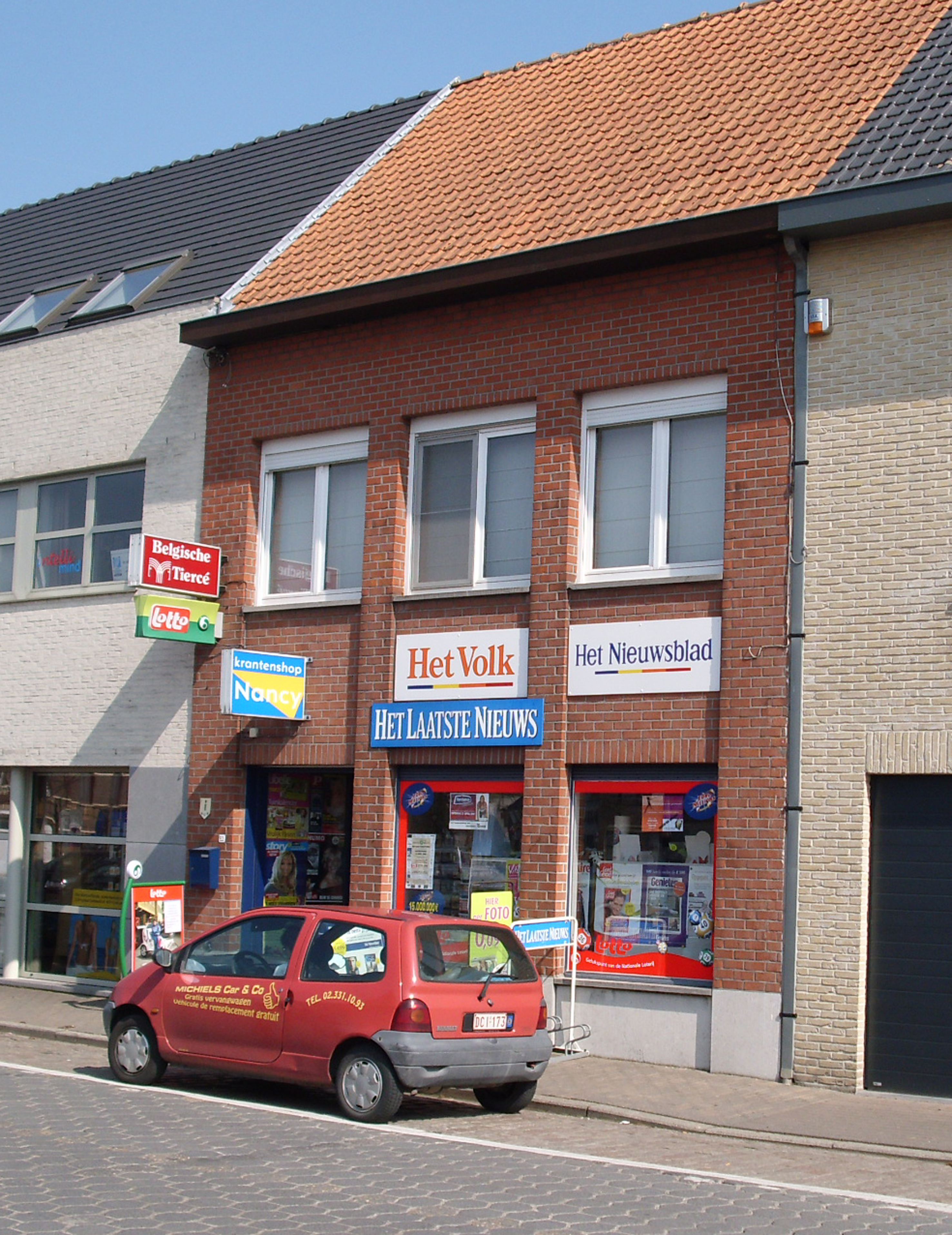
Een typische krantenwinkel in Zingem

Dit artikel geeft een overzicht van de verschillende actoren in de Vlaamse media.

## Mediaconcentratie
De Vlaamse Regulator voor de Media (VRM) maakt jaarlijks een rapport "Mediaconcentratie in Vlaanderen' op. In dit rapport wordt een volledig overzicht van de Vlaamse mediasector opgesteld. Mediaconcentratie is een fenomeen waar mediagroepen fuseren of via overnames grote concerns worden met een grote greep op de markt. Deze evolutie zet zich ook voort in Vlaanderen. Hier domineren vijf mediagroepen de klassieke mediavormen, maar zijn ook actief in de nieuwe mediavormen. Sommige Vlaamse mediagroepen zijn ook actief op de Nederlandse markt, een belangrijk aandeel van de Nederlandse kranten en uitgeverijen zijn recent overgenomen door Belgische mediagroepen.
Horizontale concentratie is concentratie van ondernemingen die op hetzelfde niveau actief zijn. Als twee dagbladondernemingen of twee televisiestations fusioneren, wordt er gesproken van een horizontale concentratie. Wanneer bedrijven die in een verschillend stadium van de bedrijfskolom actief zijn gaan fusioneren, is er sprake van een verticale concentratie (bijvoorbeeld een dagbladuitgever die een participatie neemt in een papierfabriek).
Kruisparticipatie of cross-ownership is eigenlijk een specifieke vorm van horizontale concentratie waarbij bijvoorbeeld een krantenonderneming gaat participeren in een televisiestation. Het is een concentratie over de mediagrenzen heen, maar binnen hetzelfde stadium van de bedrijfskolom.

### Mediabedrijven
Volgens de VRM hebben vijf mediagroepen 80 tot 100 procent van de Vlaamse markt in handen.
Hieronder volgt een overzicht:
| Bedrijf              | Logo | Televisiezenders                                                | Radiozenders                                       | Kranten                                                                        | Tijdschriften                                                                | Online VOD-dienst | Views in augustus 2021 volgens CIM |
| -------------------- | ---- | --------------------------------------------------------------- | -------------------------------------------------- | ------------------------------------------------------------------------------ | ---------------------------------------------------------------------------- | ----------------- | ---------------------------------- |
| VRT                  |      | - VRT 1 - VRT CANVAS - Ketnet                                   | - Radio 1 - Radio 2 - MNM - Studio Brussel - Klara | Geen                                                                           | Geen                                                                         | VRT MAX           | 329 miljoen                        |
| DPG Media            |      | - VTM - VTM 2 - VTM 3 - VTM 4 - VTM GOLD - VTM Non-stop Dokters | - Qmusic - Joe - Willy                             | - De Morgen - Het Laatste Nieuws                                               | - Story - Dag Allemaal - TeVe-Blad - TV Familie - Primo - Humo - Goed Gevoel | VTM GO            | 780 miljoen                        |
| Play Media           |      | - Play4 - Play5 - Play6 - Play7 - Play Crime                    | - NRJ - Play Nostalgie                             | Geen                                                                           | Geen                                                                         | GoPlay            | 7 miljoen                          |
| Roularta Media Group |      | - Trends Z - Ring-TV                                            | Geen                                               | - De Tijd - Krant van West-Vlaanderen - De Zondag                              | - Knack - Trends - Feeling - Flair - Libelle - Plus Magazine                 | Geen              | 22 miljoen                         |
| Mediahuis            |      | Geen                                                            | - NRJ - Play Nostalgie                             | - Het Nieuwsblad - De Standaard - Gazet van Antwerpen - Het Belang van Limburg | Geen                                                                         | Geen              | 386 miljoen                        |

## Televisie

### Publieke zenders
De eerste televisieavond van het toenmalig NIR ging op 31 oktober 1953 de ether in. Er kwamen verschillende naamsveranderingen. In 1960 werd de nationale omroep BRT genoemd, in 1991 BRTN, om ten slotte in 1998 de VRT te worden. In 2003 vierde de nationale omroep zijn vijftigste verjaardag. Op Eén worden programma's uitgezonden voor het hele gezin. Canvas richt zich op de liefhebbers van cultuur en Britse kwaliteitseries. Ketnet richt zich op kinderen van 6 tot 12 jaar. De sportuitzendingen ten slotte worden uitgezonden onder de naam Sporza. Sinds 1998 participeert de VRT in BVN, een samenwerkingsverband met de Nederlandse Omroep Stichting (NOS), de Belgische VRT en Radio Nederland Wereldomroep. BVN zendt geen anderstalige programma's of films uit, enkel Nederlandstalige producties van de Vlaamse en Nederlandse publieke omroepen. Het is de publieke televisiezender voor Nederlanders en Vlamingen in het buitenland.

### Commerciële mediabedrijven

#### MEDIALAAN
MEDIALAAN is een joint venture tussen De Persgroep en Roularta Media Group. Ze hebben een 50/50 aandeelhouderschap. De roots van MEDIALAAN (oude naam: Vlaamse Media Maatschappij) liggen bij VTM. Op 1 februari 1989 begon VTM onder leiding van het duo Mike Verdrengh en Guido Depraetere met uitzenden. VTM groeide snel uit tot een populaire zender in Vlaanderen, met een marktaandeel van 25 procent. De zender kreeg aanvankelijk een monopolie op de televisiereclame voor 18 jaar, dat echter in 1999 door de EU-Commissie vernietigd werd. Hierop volgend moest het Vlaamse mediadecreet aangepast worden. Op 30 januari 1995 startte Ka2, het tweede kanaal van VTM. In 1997 werd de zender omgedoopt tot Kanaal2 en later werd de zender hernoemd tot KanaalTwee (2002), 2BE (2008) en uiteindelijk Q2 (2016).
Op 25 augustus 2000 begon Vitaya met uitzenden. De zender behoorde aanvankelijk tot de naamloze vennootschap Media Ad Infinitum, maar werd eind 2010 overgenomen. Het kanaal mikt op een vrouwelijk publiek. Jongeren- en muziekzender JIM werd opgericht in 2001 onder de naam JIMtv. Kinderkanaal vtmKzoom werd opgestart op 1 oktober 2009. In 2015 werd JIM opgedoekt om een tweede kinderzender te lanceren onder de naam Kadet. In 2016 kocht MEDIALAAN de zender Acht over om CAZ te lanceren.

#### SBS Belgium

Aandeelhouderschap De Vijver Media/SBS Belgium omtrent 2011

Op 1 februari 1995 startte VT4, de Vlaamse zender van de Luxemburgse mediagroep SBS Broadcasting. Aanvankelijk zond de zender met een Britse licentie uit. Die U-bochtconstructie werd aanvankelijk ingeroepen om de zender van de Vlaamse kabel te weren, maar tevergeefs. Nadat de Europese richtlijn televisie zonder grenzen dit officieel verbood, vestigde de zender zijn Vlaams hoofdkwartier in Londen. In 2002 vroeg VT4 een Vlaamse uitzendvergunning aan. Vanaf 1 maart van dat jaar is het station officieel een Vlaamse zender. Tegelijkertijd vroeg het een uitzendvergunning aan voor een tweede kanaal. De tweede zender is VIJFtv en begon op 1 oktober 2004 met uitzenden. Het kanaal richt zich voornamelijk op vrouwen. Sinds 2011 is het mediaconcern in handen van De Vijver Mediaholding, een samenwerking tussen het productiehuis Woestijnvis, Sanoma en Corelio. Op 17 september 2012 gingen VIER en VIJF van start ter vervanging van VT4 en VIJFtv. Dit heeft voor een grote verschuiving gezorgd in het medialandschap. Uit de samenwerking tussen het productiehuis Woestijnvis, de omroep SBS Belgium en de mediabedrijven Sanoma en Corelio, ontstond zo de holding De Vijver Media. Deze samenwerking heeft tot gevolg dat verschillende ondernemingen, die elk sterk zijn in een of meer mediaplatformen, worden aaneengekoppeld. In 2016 lanceerde SBS een derde televisienet voor Amerikaanse series en films onder de naam ZES.

#### Viacom International Media Networks Benelux
De oorsprong van Viacoms aanwezigheid in de Vlaamse mediawereld ligt bij de internationale muziekzender MTV Europe. In 1998 werd de Vlaamse versie van muziekzender TMF opgericht. In de jaren 2000 ging kinderzender Nickelodeon in Vlaanderen van start als programmablok in de ochtend van TMF. Later dat decennium werd MTV geregionaliseerd voor de Nederlandstalige markt. Nickelodeon ging timesharen met deze nieuwe versie van MTV. Initieel waren deze versies van Nickelodeon en MTV kopieën van het Nederlandstalige feed, behalve dat de uitzenduren minder uitgebreid waren en de onderbrekingen door Vlaamse reclamespots werden vervangen. Later werden Nickelodeon en MTV gelokaliseerd met Vlaamse voiceovers en een aangepast programmarooster. Nickelodeon ging 24 uur per dag uitzenden toen MTV haar eigen kanaal kreeg.
In de jaren 2010 raakte TMF haar publiek kwijt en voerde het al haar niet-geautomatiseerde programma's af. Viacom lanceerde humorzender Comedy Central in Vlaanderen als timeshare in de late avond op het kanaal van TMF. In 2015 werd TMF stopgezet en nam Comedy Central het volledige kanaal over. Nickelodeon kortte haar uitzenduren opnieuw in zodat Viacom de mannenzender Spike kon lanceren. Spike werd in januari 2021 stopgezet, waardoor Nickelodeon opnieuw 24 uur op 24 uitzend.

#### Overige mediabedrijven
Discovery Channel, National Geographic en een aantal andere Amerikaanse televisiemerken zijn ook actief in Vlaanderen. Daarnaast waren er de EXQI-zenders van Alfacam: EXQI Plus, EXQI Culture en EXQI Sport. In april 2014 ging Alfacam failliet. Ten slotte was er ook Acht van Concentra, een commerciële concurrent voor Canvas die humor, muziek en documentaires uitzond. De zender ging in 2009 van start. In 2016 nam MEDIALAAN de zender over en zodat ze omgevormd kon worden tot CAZ.

### Regionale zenders
Sinds oktober 1988 bestaan er in België regionale televisiestations. Grosso modo mochten er twee zenders per provincie komen, elk met hun eigen zendgebied.
Onderstaande zijn de Nederlandstalige regionale televisiezenders:
- ATV (regio Antwerpen)
- AVS (westelijk Oost-Vlaanderen)
- Focus (noordelijk West-Vlaanderen)
- TV Oost (oostelijk Oost-Vlaanderen)
- Ring-TV (westelijk Vlaams-Brabant)
- ROBtv (oostelijk Vlaams-Brabant)
- RTV (regio's Mechelen en Kempen)
- TV Limburg (Limburg)
- WTV (zuidelijk West-Vlaanderen)
- BRUZZ (Brussels gewest)

## Radio

### Publieke zenders
De allereerste radio-uitzending in Vlaanderen vond plaats omstreeks 1930 en werd uitgezonden door het NIR. Het betrof een voetbalwedstrijd tussen België en Nederland. Momenteel telt de VRT 6 radiozenders. Radio 1 profileert zich als het net van de meerwaardezoeker en Radio 2 (de meest beluisterde zender in Vlaanderen) als de populaire gezinsradio. Klara, het voormalige Radio 3, is de cultuurzender en Studio Brussel de jongeren- en alternatieve muziekzender. De zender werd opgericht op 1 april 1983 als regionale Brusselse zender van de toenmalige BRT. MNM (2009) is de jongste VRT-zender en de opvolger van Radio Donna (1992 - 2009). De zender richt zich op jongeren en zendt voornamelijk hedendaagse pop, poprock en dance uit. ten slotte is er nog RVi dat radio uitzendt over de middengolf voor Vlamingen in het buitenland.

### Commerciële zenders
Op het vlak van commerciële radiostations heeft Vlaanderen een achterstand ten opzichte in tijd van andere Europese landen. Wel waren er gedurende de jaren 90 de radionetwerken Radio Contact en TOPradio. Het ging hierbij om een relatief groot aantal lokale radiostations die in één stad of gemeente het grootste deel van de dag een landelijk signaal uitzonden. Sinds 2002 zijn er in Vlaanderen twee landelijke commerciële radiostations actief, namelijk JOE fm (het voormalige 4FM) en Q-music, beide van de VMMa. Later is er dan een derde commerciële omroep, Nostalgie, bijgekomen. Deze is ontstaan uit de 5 verschillende, sinds 2005 toegestane, provinciale radiozenders. De zender werd in 2008 overgenomen door NRJ. Sinds 2010 heeft ook Radio Maria een uitzendlicentie. De meeste lokale radio's in Vlaanderen zijn intussen opgegaan in ketenradio's als ClubFM, Topradio of FamilyRadio.
Daarnaast zijn er nog tal van lokale, digitale en webradiozenders actief in Vlaanderen.

## Geschreven pers

### Kranten
De landelijke Vlaamse kranten zitten momenteel verdeeld onder 2 uitgeverijen:
De Persgroep is de uitgeverij achter vier kranten. Het Laatste Nieuws is de grootste krant van Vlaanderen met een dagelijkse oplage van 345.358 exemplaren en ruim 1.150.830 lezers. De krant verscheen op 7 juni 1888 voor de eerste maal en profileert zich als een liberale. vrijzinnige en Vlaamse krant. De krant verschijnt in verschillende regionale edities. Ze heeft ook een zusterkrant, De Nieuwe Gazet. Deze krant met een liberale achtergrond werd voor het eerst uitgegeven in 1897. In 1957 werd ze gedeeltelijk overgenomen en in 1963 kwam ze volledig in handen van de Uitgeverij Hoste (de toenmalige eigenaar van het Laatste Nieuws). Momenteel verschijnt de krant enkel nog als regionale editie van het Laatste Nieuws in Antwerpen. De Morgen ontstond in 1978 na de fusie van de socialistische kranten de Volksgazet en de Vooruit. Na een dreigend faillissement in 1986 en daaropvolgende reddingsoperaties gedragen door de lezers, werd de krant in 1989 overgenomen door de (liberale) Persgroep. De morgen verschijnt dagelijks in een oplage van 53.719 stuks. De Tijd is een gespecialiseerde financieel-economische krant met een oplage van 34.192 exemplaren en verscheen voor het eerst op 3 januari 1968. Ze wordt uitgegeven door de joint venture Mediafin van Roularta met Rossel.
Mediahuis is de 2de uitgeverij die ontstaat uit joint venture van Corelio en Concentra in 2013. Deze uitgeverij wordt de overkoepelende organisatie van de Vlaamse Uitgeversmaatschappij (VUM) en de kranten onder Concentra.
De Vlaamse Uitgeversmaatschappij (VUM), een dochteronderneming van Corelio. is de eigenaar van drie kranten. De Gentenaar, de oudste krant van Vlaanderen, verscheen voor het eerst in 1879 en was opgericht door Kanunnik Verschueren. Deze werd massaal gelezen onder de (katholieke) arbeiders van Gent. In 1959 werd de krant overgenomen door Het Nieuwsblad en sindsdien fungeert De Gentenaar als dochterblad. Het Nieuwsblad zelf verscheen voor het eerst op 3 november 1929 en heeft een oplage van 260.420(2008) exemplaren. De krant positioneert zich als de krant van de lagere katholieke bediende en legt zich op algemene en sportverslaggeving toe. In 2008 fusioneerde de krant met Het Volk en verdween deze laatste krant. Het Volk was opgericht in 1891 als krant van de Christelijke werknemersbeweging (ACW). De Standaard werd op 4 december 1918 voor het eerst te koop aangeboden. Momenteel (2008) heeft de krant een oplage van 83.189 exemplaren. De krant profileert zich naar meerwaardezoekers en als kwaliteitskrant. De krant was lange tijd de spreekbuis van katholiek Vlaanderen en droeg van 1919 tot 1999 het AVV-VVK-logo in de kop van de krant.
Concentra ten slotte bezit twee kranten. Gazet van Antwerpen verscheen voor het eerst op 3 november 1891 en heeft een oplage van 101.313 exemplaren en een leesbereik van 443.600 lezers (2009). De krant heeft zes edities. Het Belang van Limburg verscheen voor het eerst op 6 december 1879 en heeft momenteel (2009) een oplage van 97.776 exemplaren en een leesbereik van 434.100 lezers. De krant heeft een uitgesproken regionaal karakter en profileert zich als Vlaams, onafhankelijk en christelijk. Daarnaast vormt Concentra samen met Groupe Rossel (uitgeverij achter Le Soir) de joint venture Mass Transit Media (MTM), die sinds 3 oktober 2000 het gratis dagblad Metro uitgeeft.

### Tijdschriften
Het grootste weekblad in Vlaanderen was lange tijd Kerk en Leven, het parochieblad van de Rooms-Katholieke Kerk. Momenteel worden er wekelijks 388.046 exemplaren van verspreid en heeft het blad een lezerspubliek van 1.144.000 lezers. Het blad werd opgericht in de jaren 1940 door de dominicanen en verscheen onder verschillende titels, zoals Ons Parochieblad en De Stem van het Vaderhuis. In 1959 kwam het in handen van de Vlaamse bisdommen, waarna het de huidige naam kreeg.
Sanoma Media, een dochteronderneming van het Finse mediaconcern Sanoma is de uitgeverij achter een aantal van de populairste week- en maandbladen in Vlaanderen. Het best verkopende blad van Sanoma Media is Humo. Sinds kort wordt het uitgegeven in een joint venture met De Vijver. Sanoma heeft een aandeel van 51 % en De Vijver de overige 49 %. Het blad verscheen in 1936 voor het eerst onder de naam Humoradio. In 1958 werd het blad omgedoopt tot Humo. Het blad richt zich op de meerwaardezoeker en jongeren. Het blad heeft een gemiddelde verkoop van 221.358 exemplaren. Daarnaast geeft de uitgeverij ook Libelle uit, het grootste vrouwenblad van Vlaanderen, met een verkoop van 225.956 exemplaren. Het blad richt zich op de actieve bewuste vrouw. Story, is een sterrenblad met een mix van glamour, royaltynieuws en binnen- en buitenlandse nieuwtjes over bekende medemensen. Het blad heeft een gemiddelde wekelijkse verkoop van 161.542 exemplaren. Flair is een blad dat voor het eerst werd uitgegeven in 1980 en zich voornamelijk richt op jonge vrouwen. Wekelijks worden er gemiddeld 118.274 exemplaren verkocht. Daarnaast geeft Sanoma Media nog tal van andere magazines uit zoals Marie Claire, Feeling, Playboy en Donald Duck-magazine.
Een tweede belangrijke speler op de tijdschriftenmarkt is Magnet Magazines, een dochteronderneming van De Persgroep. Het is de uitgeverij achter het populairste tijdschrift van Vlaanderen: Dag Allemaal, een tijdschrift dat voornamelijk televisie- en showbizznieuws brengt. Het blad heeft een gemiddelde verkoop van 428.434 exemplaren en werd op 19 november 1984 gelanceerd. Het zusterblad van Dag Allemaal is Expres een familieblad dat werd opgericht in 1969. Eind 2001 werd de titel van het blad verkocht aan De Persgroep. De inhoud van het blad is nu gelijk aan dat van Dag Allemaal er zijn geen aparte verkoopcijfers bekend. Het jongerenblad Joepie werd opgericht op 27 maart 1973 en groeide uit tot een erg populair jongerenmagazine met een gemiddelde verkoop van 56.287 exemplaren. Blik en zusterblad TV Familie presenteren zich als tabloid en brengen voornamelijk televisie- en showbizznieuws. Blik verdween op 8 augustus 2002 van de dagbladmarkt. Er worden wekelijks gemiddeld 126.408 exemplaren van verkocht. Daarnaast geeft de uitgeverij ook nog Goed Gevoel uit, een blad dat zich op een vrouwelijk lezerspubliek richt.
Roularta Media Group is de groep rond Knack. Dit opinie- en actualiteitenweekblad richt zich op de kritische lezer en verscheen voor het eerst in 1971. Het blad verschijnt wekelijks in combinatie met Weekendknack en Focus Knack. Ook verschijnen er periodiek Knack Extra-edities. Het blad heeft een gemiddelde verkoop van 118.359 exemplaren. Ook De Streekkrant wordt door dit concern uitgegeven. Het is een huis-aan-huisblad met 39 regionale edities. De krant wordt wekelijks gratis verdeeld bij 2.161.310 lezers. MO*, afkorting voor Mondiaal Magazine is een maandblad met bijzondere aandacht voor sociale thema's. Het blad wordt maandelijks gemiddeld 108.411 keer verkocht. De Krant van West-Vlaanderen een lokale wekelijkse krant rolde voor het eerst van de pers in 1954. De krant brengt een combinatie van algemeen West-Vlaams en regionaal nieuws. Wekelijks worden er gemiddeld 77.107 exemplaren van verkocht. Trends is een financieel-economisch weekblad dat wekelijks gemiddeld 38.710 verkocht wordt.
De Vrije Pers is het concern achter P-Magazine. Het blad ontstond in 1998 toen Sanoma besloot de Nieuwe Panorama uit de handel te nemen. Bijna de volledige redactie deed vervolgens de overstap naar de Vrije Pers alwaar P-Magazine werd opgericht. Het blad wordt wekelijks gemiddeld 55.746 maal verkocht.
Een belangrijke mijlpaal is het uittrede van Sanoma uit het Vlaamse medialandschap voor het overgrote deel van zijn portefeuille. Dit gebeurde in twee fases, eerst door de overname van het aandeel van Sanoma in De Vijver Media door Telenet en daarna door de overname van enkele weekbladen zoals Story en Humo door De Persgroep. De uittrede van Sanoma verminderde het aantal grote spelers actief op de Vlaamse markt en Telenet kon dankzij de overname van de aandelen van Sanoma samen met een kapitaalsverhoging 50% van de aandelen verwerven in De Vijver Media. Zo is Telenet distributeur maar tevens ook omroep en leverancier van content. Een van de kleinere spelers, Think Media, dreigt te verdwijnen nadat het bedrijf bescherming tegen zijn schuldeisers heeft aangevraagd, dit kan de inluiding zijn van het faillissement op termijn.
Daarnaast zijn er nog tal van thema- en vaktijdschriften, hobbybladen. Ook veel belangenverenigingen, overheidsdiensten en verenigingen geven een eigen magazine uit. Zoals onder andere Grande, De Nieuwe Werker, Visie, Joods Actueel, Klasse en 't Pallieterke.

## Internet
Bijna alle actoren in de Vlaamse media hebben één of meerdere websites, Facebook- en/of Twitteraccounts. Daarnaast zijn er de internetfora, nieuwswebsites en opiniewebsites zoals onder andere PAL NWS, 't Scheldt, Politics.be, DeWereldMorgen.be (het voormalige Indymedia), Newsmonkey.be en Apache.be.

## Distributie
De televisie- en radiosignalen van de VRT kunnen digitaal via zowel de ether, de kabel en satelliet ontvangen worden. De commerciële en regionale televisiezenders zijn uitsluitend te ontvangen via satelliet of kabel. De enige aanbieder van Vlaamse zenders via satelliet is TV Vlaanderen. Kabeltelevisie en internet worden verdeeld door Proximus, voormalig Belgacom, en Telenet. De uitzendingen van de commerciële, lokale en vrije radiozenders kunnen wel via de ether ontvangen worden en sommige ook via internet. De distributie van de kranten en tijdschriften gebeurt via de post en de dagbladhandel.

## Toezichthouders
De Vlaamse Regulator voor de Media (VRM) en de Belgische Mededingingsautoriteit kijken toe op de mediaconcentratie in Vlaanderen. De VRM komt elk jaar met een rapport over de mediaconcentratie in Vlaanderen. De Belgische Mededingingsautoriteit moet haar goedkeuring geven voor overnames van concurrenten. Indien bepaalde drempels overschreden worden heeft de Europese Commissie bevoegdheid om als mededingingsautoriteit op te treden. Zo heeft de Belgische Mededingingsautoriteit op 25 oktober 2013 de oprichting van Mediahuis goedgekeurd. Op 24 februari 2015 werd de participatie van Telenet in De Vijver media goedgekeurd door de Europese Commissie.